# Dimension Hatröss
A Dimension Hatröss a kanadai Voivod együttes 1988-ban megjelent negyedik nagylemeze.
Ugyanúgy a Musiclab stúdióban és szintén Harris Johns hangmérnökkel dolgoztak, mint az előző albumon. A Dimension Hatröss-t a klasszikus felállás legjobb lemezeként tartják számon. A szövegek, a zene és az énektémák is izgalmasabbak, összetettebbek, mint bármikor korábban, és első ízben alkotnak összefüggő sztorit a dalok.
A nyolc tételben elmesélt történet szerint Voivod egy proton- és egy vele ellenirányban haladó antiprotonsugár ütköztetésével létrehoz egy mikrogalaxist, majd belép az általa teremtett új Gyűlölet Dimenzióba (Dimension Hatröss), ahol különböző civilizációkkal és szellemi létformákkal találkozik.
A nagylemez CD-változatára bónuszként anno 1988-ban a Batman tv-sorozat filmzenéjét dolgozta fel a Voivod. 2017. április 28-án a Noise Records újra megjelentette az albumot egy remaszterelt és kibővített kiadásban, 2CD+DVD formátumban. Ezzel egyidőben az eredeti album remaszterelt változata vinyl LP-n is újra megjelent.
A lemezt 2017-ben a Rolling Stone magazin a Minden idők 100 legjobb metalalbuma listáján a 78. helyre rangsorolta.

## Az album dalai
Prolog
1. Experiment – 6:10
2. Tribal Convictions – 4:52
3. Chaosmöngers – 4:39
4. Technocratic Manipulators – 4:35

Epilog
1. Macrosolutions to Megaproblems – 5:33
2. Brain Scan – 5:08
3. Psychic Vacuum – 3:49
4. Cosmic Drama – 4:54
5. Batman – 1:45 (bónusz dal a CD-kiadáson)

## 2017-es bővített kiadás
CD1
Dimension Hatröss (remastered)
- Experiment
- Tribal Convictions
- Chaosmongers
- Technocratic Manipulators
- Macrosolutions To Megaproblems
- Brain Scan
- Psychic Vacuum
- Cosmic Drama
- Batman

CD2
Spectrum '88 – 'A Flawless Structure?'; Live in Montreal, December 21st 1988
- Overreaction
- Experiment
- Tribal Convictions
- Chaosmongers
- Ravenous Medicine
- Korgüll the Exterminator
- Technocratic Manipulators
- Macrosolutions to Megaproblems
- War and Pain (Medley)
- Brain Scan
- Psychic Vacuum
- Order to the Black Guards
- Holiday in Cambodia (Dead Kennedys-feldolgozás)
- Batman

DVD
Audio
- "Dimension Hatröss" Demo 1987

Videos
- Live at Blondies, Detroit, MI, USA: 18.11.88
- Live at The Axiom, Houston, Texas, USA: 10.12.88
- Live at Anthrax, Norwalk, CT, USA: 09.11.88
- Live at Fenders Ballroom, Long Beach, California, USA: 03.12.88
- Slideshows – Artwork + Live And Studio Photos (1988)

## Közreműködők
- Denis Belanger "Snake" – ének
- Denis D'Amour "Piggy" – gitár
- Jean-Yves Theriault "Blacky" – basszusgitár
- Michel Langevin "Away" – dobok